# Invicta Modena
L'Associazione Sportiva Dilettantistica Invicta Skate Modena, meglio conosciuto come Invicta Modena è una squadra di hockey in-line con sede a Modena.
Partecipa al campionato di Serie A2.

## Storia
L'associazione nasce nel 1995, ad opera del giocatore modenese WIlliam Prandini.
Alcuni atleti sono stati convocati nelle rappresentative nazionali, in tre mondiali, di 3 atleti modenesi, due nei maschili e una nei femminili. Nel 2003 avviene la promozione in A1.
Nelle stagioni 2013-2014 e 2014-2015 la squadra ha perso, di seguito, la finale play-off.

## Organigramma
Organigramma societario
- Presidente: Molinari Giuseppe
- Dirigente : Carboni Giuseppe
- Segretaria: Bigi Maurizia
- Consiglieri: Bellotti Lucio, Guizzardi Stefano, Marongiu Maria Rita, Panini Massimo.

## Rosa
- Allenatore: Sala Gabriele
- Attrezzisti:
- 11 Astolfi Davide;
- 47 Gabriele Giannatempo
- 48 Bergamini Andrea
- 23 Bisi Arianna;
- 36 Giacomo Del Villano
- 15 Cipriano Giulia;
- 39 Colazzo Fabio;
- 80 Gandolfi Fabio;
- 88 Marco Spatafora
- 19 Mirani Alessandro;
- 30 Mastria Andrea
- 23 Alessandro Neri
- 24 Amza Idrizoski
- 14 Sala Gabriele;
- 2 Bartolai Andrea

## Cronistoria
- 2019 /20 Serie B
- 2018/19 Serie B
- 2014/15 serie A
- 2013/14 serie A2
- 2012/13 serie B promossi in A2
- 2011/12 serie B
- 2010/11 serie B per decisione societaria
- 2007/08 serie A1
- 2006/07 Serie A2 promossi in A1
- 2005/06 Serie B promossi in A2
- 2004/05 Ripartenza dalla serie B per mancanza di sponsor
- 2001 CAMPIONI d'ITALIA in A2 Promossi in A1
- 2000 Promossi in A2
- 1999 Sport assegnato alla F.I.H.P.  si parte dalla B

## Impianti Sportivi
L'Invicta gareggia al Pala Roller Vellani, a Modena, impianto all'avanguardia per questo sport. 
In passato l'impianto di casa era il Palazzetto dello sport di Viale Molza, sempre a Modena.

## Palmarès
- Campionato Italiano di Serie A2 : 1